# Siniestro radiológico en Costa Rica
El siniestro radiológico en Costa Rica ocurrió con una unidad de radioterapia Alcyon II, del Hospital San Juan de Dios, de San José, Costa Rica. En el año 1996, se provocó una sobreexposición accidental a los pacientes de radioterapia, durante los meses de agosto y septiembre. Luego del cambio de la fuente de Co-60, el 22 de agosto, y durante el proceso de calibración de la misma, se cometió un error en el cálculo de la tasa de dosis. Debido a esto, se administraron a varios pacientes, dosis de radiación considerablemente mayores a las prescritas (tasas de dosis superiores entre un 50% y 70 % a la prescripción correcta). En el suceso, 115 pacientes se vieron afectados. El error se detectó el 27 de diciembre de 1997.